# Lijst van rijksmonumenten in Anjum
De plaats Anjum (Eanjum) telt 18 inschrijvingen in het rijksmonumentenregister. Hieronder een overzicht.
| Object                                       | Oorspronkelijke functie?  | Bouwjaar                                                                                          | Architect               | Locatie                   | Coördinaten?                 | Nr.?   | Afbeelding                                   |
| -------------------------------------------- | ------------------------- | ------------------------------------------------------------------------------------------------- | ----------------------- | ------------------------- | ---------------------------- | ------ | -------------------------------------------- |
| Groot Wobmastate                             | Boerderij                 | 1799 (voorhuis) 1863 (schuur)                                                                     |                         | Skânserwei 4              | 53° 22' 59" NB, 6° 8' 23" OL | 31554  | Meer afbeeldingen                            |
| Kop-hals-rompboerderij                       | Boerderij                 |                                                                                                   |                         | Healbeamswei 12           | 53° 22' 10" NB, 6° 8' 46" OL | 31555  | Kop-hals-rompboerderij                       |
| De Eendracht                                 | Industrie- en poldermolen | 1889 1970-'72 (rest.) 1995 (rest.)                                                                |                         | Mounebuorren 18           | 53° 22' 27" NB, 6° 7' 41" OL | 31556  | Meer afbeeldingen                            |
| Michaëlkerk (Hervormde kerk)                 | Kerk en kerkonderdeel     | waarsch. 1182 13e eeuw (uitbr.) na 1516 (herb.) vanaf 1685 (herb.) 1929 (herst.) 1972-'73 (rest.) | A. Baart jr. (1972-'73) | Tsjerkepaed 2             | 53° 22' 29" NB, 6° 7' 28" OL | 31557  | Meer afbeeldingen                            |
| 't Pakhús koffie-thee                        | Horeca                    | 1630                                                                                              |                         | Foarstrjitte 18           | 53° 22' 29" NB, 6° 7' 32" OL | 31558  | Meer afbeeldingen                            |
| Dubbel woonhuis                              | Woonhuis                  |                                                                                                   |                         | Foarstrjitte 14-14a       | 53° 22' 29" NB, 6° 7' 32" OL | 31559  | Meer afbeeldingen                            |
| Terp                                         | Archeologisch monument    | 5e-7e eeuw                                                                                        |                         | Weardwei                  | 53° 21' 28" NB, 6° 6' 9" OL  | 45897  | Upload foto                                  |
| Verhoogde woonplaats                         | Archeologisch monument    | 12e-13e eeuw                                                                                      |                         | t.h.v. Boltawei 10        | 53° 22' 56" NB, 6° 6' 43" OL | 45899  | Upload foto                                  |
| Verhoogde woonplaats                         | Archeologisch monument    | 12e-13e eeuw                                                                                      |                         | Ridwei                    | 53° 22' 37" NB, 6° 6' 33" OL | 45900  | Upload foto                                  |
| Verhoogde woonplaats met dobbe               | Archeologisch monument    | 12e-13e eeuw                                                                                      |                         | Skânserwei-Bantswei       | 53° 22' 48" NB, 6° 7' 41" OL | 45901  | Upload foto                                  |
| Terp                                         | Archeologisch monument    | middeleeuwen                                                                                      |                         | Terpsterwei               | 53° 22' 35" NB, 6° 8' 9" OL  | 45902  | Upload foto                                  |
| Terp Abbewier                                | Archeologisch monument    | 13e-16e eeuw                                                                                      |                         | Saatsenwei-Skânserwei     | 53° 22' 43" NB, 6° 8' 27" OL | 45903  | Upload foto                                  |
| Verhoogde woonplaats                         | Archeologisch monument    | 12e-13e eeuw                                                                                      |                         | Stiemsterwei              | 53° 22' 25" NB, 6° 8' 16" OL | 45904  | Upload foto                                  |
| Drie verhoogde woonplaatsen                  | Archeologisch monument    | 12e-13e eeuw                                                                                      |                         | t.h.v. Sylsterwei 4       | 53° 22' 15" NB, 6° 7' 53" OL | 45905  | Upload foto                                  |
| Terp Teard                                   | Archeologisch monument    | middeleeuwen                                                                                      |                         | Teardwei                  | 53° 21' 55" NB, 6° 7' 58" OL | 45906  | Upload foto                                  |
| Ny Holdinga                                  | Boerderij                 | 1842 (voorhuis) 1849 (schuur) 1925 (serre)                                                        |                         | De Singel 4               | 53° 22' 33" NB, 6° 7' 35" OL | 480513 | Ny Holdinga                                  |
| Woonhuis in overgangsstijl                   | Woonhuis                  | ca. 1880 1910 (verb.)                                                                             |                         | Pfeifferbuorren 10        | 53° 22' 27" NB, 6° 7' 35" OL | 507097 | Woonhuis in overgangsstijl                   |
| Gedenkteken voor de aanleg van de Rederijwei | Gedenkteken               | 1875                                                                                              |                         | hoek Rederijwei-Hearrewei | 53° 22' 34" NB, 6° 7' 24" OL | 507098 | Gedenkteken voor de aanleg van de Rederijwei |